# Александър Попов (футболист)
Вижте пояснителната страница за други личности с името Александър Попов.
Александър Попов (роден на 1 октомври 1920), известен с прякора си Врабчо, е български футболист, полузащитник, а след края на състезателната си кариера става треньор по футбол. Като играч носи екипите на Славия (София) и Локомотив (София).

## Биография

### Като футболист
Попов е включен в представителния отбор на Славия (София) на 17-годишна възраст. Дебютира през сезон 1937/38 в Националната футболна дивизия, като изиграва 16 мача и бележи 2 гола. Общо за трите сезона, в които българския шампионат се провежда в този формат, записва 38 мача с 9 попадения. Печели титлата в дивизията със Славия през 1938/39.
Попов играе за Славия в продължение на 9 години. Между 1940 г. и 1946 г. изиграва също 68 мача и бележи 33 гола в Държавното първенство и в Елитната Софийска дивизия. Печели още две титли на България през 1941 и 1943.
През 1946 г. преминава в Локомотив (София). За два сезона изиграва 16 мача и бележи 3 гола в републиканското първенство и Елитната Софийска дивизия. Вицешампион на страната през 1947 и носител на националната купа през 1948. Има 3 мача за националния отбор.
През 1948 г. се завръща за кратко в Славия. През сезон 1948/49 изиграва един мач, в който бележи гол, в новосформираната А група.

### Като треньор
Попов е архитект по образование. В началото на 1952 г. е назначен за старши треньор на Локомотив (София) и въвежда революционната игрова схема 4-2-4. Още в средата на сезон 1952 обаче е сменен от ръководството на клуба. Завръща се като наставник на Локомотив през август 1956 г. и води отбора до декември 1958 г. Под негово ръководство „железничарите“ са много близо до спечелването на титлата през сезон 1957, но в крайна сметка завършват на 2-ро място и се задоволяват със сребърните медали. Бил е също треньор на Миньор (Перник), Дунав (Русе), Академик (София) и Спартак (София).
Напуска България през 1965 г. и поема израелския Макаби Яфа. Отборът е сред аутсайдерите в първенството, а преди последният мач от сезона Попов вади от тима някои от звездите. Това довежда до бунт от страна на играчите, които отказват да излязат на терена. Макаби губи с 1:5 от Апоел (Йерусалим) и треньорът е уволнен. През 1965/66 е начело на Макаби Петах Тиква, но и този престой е неуспешен – в края на сезона тимът изпада от елита.

## Успехи

### Като футболист
Славия (София)
- Държавно първенство:
  -  Шампион (3): 1938/39, 1941, 1943

Локомотив (София)
- Национална купа:
  -  Носител: 1948